# Arrie
Arrie är en tätort i Vellinge kommun och kyrkby i Arrie socken, belägen på Söderslätt i Skåne. Arrie ligger i kommunens nordligaste delar vid gränsen till Malmö kommun, ungefär 3 km söder om Käglinge i stadsdelen Oxie, och lika långt norr om Västra Ingelstad.
Cirka 1 kilometer öster om Arrie ligger Arriesjön. Här ligger Arrie kyrka.

## Historia
Arrie hade historiskt en egen skvadron i Skånska husarregementet.
1898–1970 hade Arrie sin egen järnvägsstation på Kontinentalbanan från Malmö till Trelleborg. Arrie station låg mellan Lockarps station och Jordholmens station i Västra Ingelstad. I järnvägsstationen fanns, till maj 1967, Arries poststation. Stationens godshantering lades ned samtidigt med poststationen.   
Nära stationen låg tidigare en väldig byggnad som tidigare varit en sommarteaterbyggnad använd vid Malmö Industri- och Slöjdutställning år 1896. Den köptes av Truls Jeppson i Arrie och användes som lada.
Till 2015 räknade SCB Arrie som en småort.

### Administrativa tillhörigheter
Arrie är kyrkbyn i Arrie socken. I samband med kommunreformen 1862 bildades Arrie landskommun, som genom kommunreformen 1952 uppgick i Månstorps landskommun. 1 januari 1971 ombildades Månstorps landskommun till Månstorps kommun, som i sin tur upplöstes den 1 januari 1974 och uppgick i Vellinge kommun, som orten Arrie sedan dess tillhör.

### Befolkningsutveckling
| Befolkningsutvecklingen i Arrie 1990–2020                                       | Befolkningsutvecklingen i Arrie 1990–2020 | Befolkningsutvecklingen i Arrie 1990–2020 | Befolkningsutvecklingen i Arrie 1990–2020 | Befolkningsutvecklingen i Arrie 1990–2020 |
| ------------------------------------------------------------------------------- | ----------------------------------------- | ----------------------------------------- | ----------------------------------------- | ----------------------------------------- |
|                                                                                 |                                           |                                           |                                           |                                           |
| År                                                                              |                                           |                                           | Folkmängd                                 | Areal (ha)                                |
| 1990                                                                            | 1990                                      |                                           | 195                                       | 17#                                       |
| 1995                                                                            | 1995                                      |                                           | 204                                       | 18                                        |
| 2000                                                                            | 2000                                      |                                           | 195                                       | 18#                                       |
| 2005                                                                            | 2005                                      |                                           | 193                                       | 16#                                       |
| 2010                                                                            | 2010                                      |                                           | 199                                       | 17#                                       |
| 2015                                                                            | 2015                                      |                                           | 212                                       | 37                                        |
| 2020                                                                            | 2020                                      |                                           | 313                                       | 48                                        |
| Anm.: Ny tätort 1995. Upphörde som tätort 2000. Åter tätort 2015. # Som småort. |                                           |                                           |                                           |                                           |